# Military Professional Resources
Military Professional Resources Incorporated (MPRI) — частное военное предприятие, созданное в 1987 году восемью бывшими высокопоставленными офицерами Вооружённых сил США.
В состав MPRI входят около 340 бывших американских генералов. В 1995 году Пентагон нанял её для организации подготовки спецподразделений армии Хорватии и пятого корпуса Армии Боснии и Герцеговины перед операцией «Буря», которая закончилась уничтожением Республики Сербская Краина и Республики Западная Босния, а 230 тысяч хорватских сербов были вынуждены бежать из страны.

## Деятельность корпорации

### Хорватия и Босния
По данным сербского военного исследователя Станко Нишича, в 1991 году министр обороны Хорватии Гойко Шушак подписал с MPRI договор о подготовке хорватских подразделений. 15 ноября 1994 года он был заключен вновь, после чего в страну прибыло около 60 военных специалистов, занявшихся подготовкой специальных подразделений и гвардейских бригад. Также инструктора из MPRI занимались подготовкой хорватского генералитета, организацией деятельности штабов, учили хорватских офицеров планировать операции и использовать разведывательные данные, получаемые со спутников и благодаря электронике. MPRI с октября 1994 года занималась подготовкой Вооружённых сил Хорватии и Пятого корпуса АрБиГ.
Депутат Европарламента Джульетто Кьеза также полагает, что MPRI действовала во время войны в Боснии и Герцеговине. В интервью, посвящённом демонстрации его фильма «9/11. Расследование с нуля» на российском телевидении, он заявил, что некоторые из террористов, которые участвовали в событиях 11 сентября:

… воевали не только в Афганистане, но и в Боснии в конце 1990‑х годов в составе так называемых «исламских бригад» под руководством Алии Изетбеговича. Само по себе это ещё ничего не означает. Но все они воевали ещё и под руководством ЦРУ. И все они были завербованы такой хитрой структурой, которая называется Military Personnel Research Inc. (Компания по изучению военного персонала — MPRI) — подставная контора, под личиной которой скрываются сотрудники ЦРУ. Это не маленькая организация, а крупная фирма, которая способна перемещать по миру самолёты с оружием, живой силой и перебрасывать их в различные районы. По сути, это наёмная армия. MPRI организовала не только «исламские бригады», но и «Освободительную армию Косово».

### Албания, Косово и Македония
По мнению бывшего полковника французской армии Патрика Барио и некоторых других источников, MPRI при поддержке Пентагона подготавливала боевиков УЧК. По их утверждениям, один из руководителей албанских сепаратистов Агим Чеку отвечал за координацию с MPRI и получил от ООН пропуск, обеспечивающий ему дипломатический иммунитет в Косове. Связь между УЧК и MPRI открылась в июне 2001 года во время осады македонской деревни Арачиново, когда македонские силы окружили 400 бойцов УЧК. Тогда американский военный контингент перехватил инициативу и встал своеобразным щитом между македонскими и албанскими силами, предотвратив таким образом атаку македонцев, что позволило албанцам безопасно выйти из Арачинова со всем вооружением и боеприпасами. При этом 17 американских военных советников из MPRI были вместе с албанскими бойцами (недоступная ссылка).

### Грузия
В 2001 году министерство обороны США и министерство обороны Грузии достигли договорённости о использовании специалистов американской частной военной компании «MPRI» в интересах реорганизации вооружённых сил Грузии в соответствии со стандартами НАТО.
В 2008 году подготовку грузинских специальных подразделений осуществляли офицеры армии США и группа из 15 сотрудников двух американских частных военных компаний («MPRI» и «American Systems»). Группа из 15 сотрудников американских частных военных компаний — бывших военнослужащих подразделений специального назначения США занималась подготовкой 80 бойцов сил специального назначения грузинской армии на базе спецназа «Вашлиджвари» в пригороде Тбилиси.
Программа их подготовки была разработана базирующейся на американской военной базе в Форт-Брэгге организацией под названием SATMO (Организация по содействию в обеспечении безопасности и руководству боевой подготовкой), занимающейся тренировкой спецподразделений, предназначенных для борьбы с повстанцами, террористами и участия в гражданских войнах. Подобную подготовку проходили, в частности, спецподразделения правительственных войск в Йемене, Колумбии и на Филиппинах. Однако в отличие от этих стран и даже от других программ западного военного содействия Грузии, информация о происходившем на базе грузинского спецназа в «Вашлиджвари» оказалась закрытой. Первый этап подготовки прошёл с января по апрель 2008 года и был посвящён «базовым умениям специальных сил». Известен и размер оплаты труда американских инструкторов — 2000 долларов в неделю плюс покрытие всех текущих расходов.

## Обвинения и судебные иски в адрес компании
7 сентября 2012 года ряд сербских общественных организаций в США подали судебный иск к MPRI, которую сербы считают причастной к геноциду сербов на территории Хорватии в 1995 году в ходе операции «Буря». Иск направили организации «Жертвы геноцида в Краине» и «Объединение сербских краишников» и считают, что MPRI несёт ответственность за произошедшие в ходе операции массовые убийства хорватских сербов и их изгнание с мест исторического проживания. Перед военной операцией специалисты этой частной структуры обучали солдат и офицеров хорватской армии. В качестве доказательств сербская община США предоставила суду договор на подготовку хорватских военнослужащих, заключённый в 1990-х годах между MPRI и Загребом.
Сербские организации требуют 10 миллиардов долларов в качестве компенсации, исходя из количества насильственно переселенных из Хорватии сербов. Их число составляет 200 тысяч человек. Сербские организации настаивают на выплате 25 тысяч долларов за каждого изгнанного с хорватской территории сербского жителя.
Представитель MPRI заявил в беседе с газетой Slobodna Dalmacija, что компания не согласна с требованиями иска и сотрудничество этой военной фирмы с Хорватией в 1990-х годах не может быть отнесено к нарушению санкций ООН, наложенных на Загреб.